# Stegocephaloides christianiensis
Stegocephaloides christianiensis är en kräftdjursart som först beskrevs av Boeck 1871.  Stegocephaloides christianiensis ingår i släktet Stegocephaloides och familjen Stegocephalidae. Arten är reproducerande i Sverige. Inga underarter finns listade i Catalogue of Life.